# Isla Divisora
La isla Divisora (en inglés: Split Island) forma parte del archipiélago de las Malvinas, que según la Organización de las Naciones Unidas (ONU), está en litigio de soberanía entre el Reino Unido, quien la administra como parte del territorio británico de ultramar de las Malvinas, y la Argentina, quien reclama su devolución, y la integra en el departamento Islas del Atlántico Sur de la provincia de Tierra del Fuego, Antártida e Islas del Atlántico Sur.
Se encuentra en la bahía 9 de Julio, al oeste de la isla Gran Malvina y la isla Montículo, al norte de las islas del Pasaje y al sur de la isla Remolinos. También se localiza al sur de las alturas San Francisco de Paula y el monte Tormenta.
El extremo oeste de esta isla es uno de los puntos que determinan las líneas de base de la República Argentina, a partir de las cuales se miden los espacios marítimos que rodean al archipiélago.